# Uvoz
Uvoz je v mednarodni trgovini dobrina kupljena v eni državi, proizvedena pa v drugi državi, ali storitev, ki jo državljan ali rezident ene države kupi pri izvajalcu druge države. Nasprotna finančna transakcija je izvoz.
Uvoz in izvoz sta v mednarodni trgovini omejena z uvoznimi kvotami in odloki carinske uprave. Uvozne in izvozne oblasti lahko uvedejo carino na dobrine. Poleg tega vplivajo na uvoz in izvoz trgovinski sporazumi med uvoznimi in izvoznimi oblastmi.
Uvoz sestavljajo transakcije dobrin in storitev rezidentom oblasti (npr. naroda) s strani nerezidentov. Natančna opredelitev uvoza v nacionalnih računih vključuje in izključuje določene "mejne" primere. Uvažanje je dejanje kupovanja ali pridobivanja produktov ali storitev iz druge države ali drugega trga kot lastni. Uvoz je pomemben za gospodarstvo, saj državi omogoča, da iz drugih držav pridobi določene neobstoječe, redke ali drage produkte ali storitve, ali produkte ali storitve nizke kakovosti.